# Civic Center/Grand Park (métro de Los Angeles)
Civic Center/Grand Park, anciennement Civic Center, est une station du métro de Los Angeles située dans le quartier de Civic Center, dans le centre-ville de Los Angeles.
Elle est desservie par les rames des lignes B et D.

## Localisation
Station souterraine du métro de Los Angeles, Civic Center/Grand Park est située sur une section commune aux lignes B et D entre Wilshire/Vermont et le terminus d'Union Station. Elle est située à l'intersection de Hill Street et de 1st Street en plein centre-ville de Los Angeles.

## Histoire
Civic Center/Grand Park a été mise en service le 30 janvier 1993. Elle fait partie des cinq stations originales des lignes B et D.

## Service

### Accueil

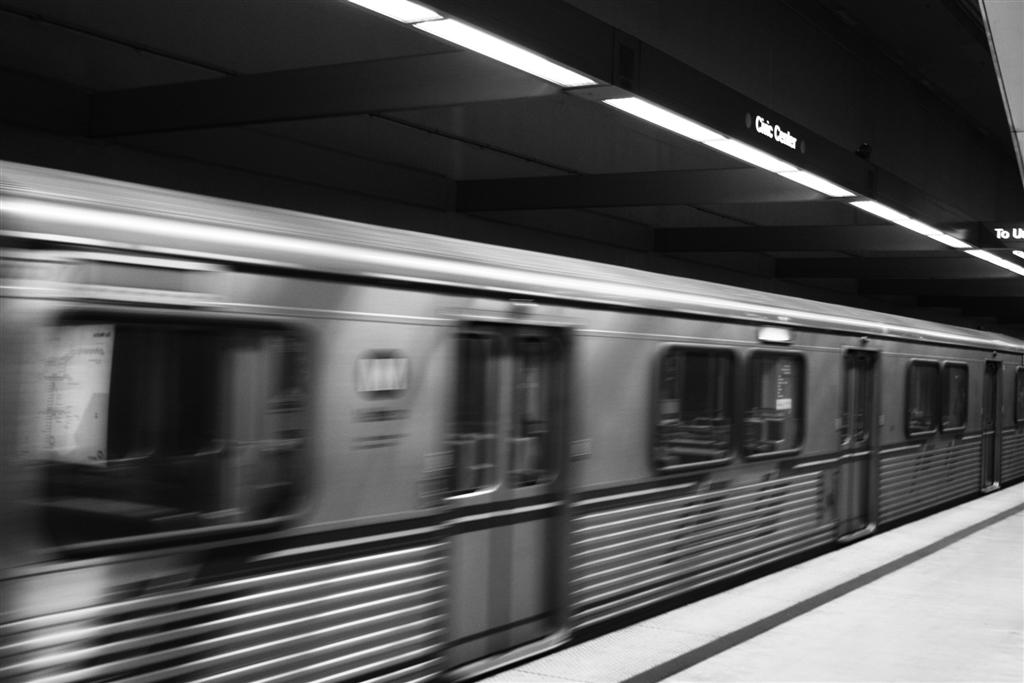
Train à destination de la gare centrale de Los Angeles, Union Station.
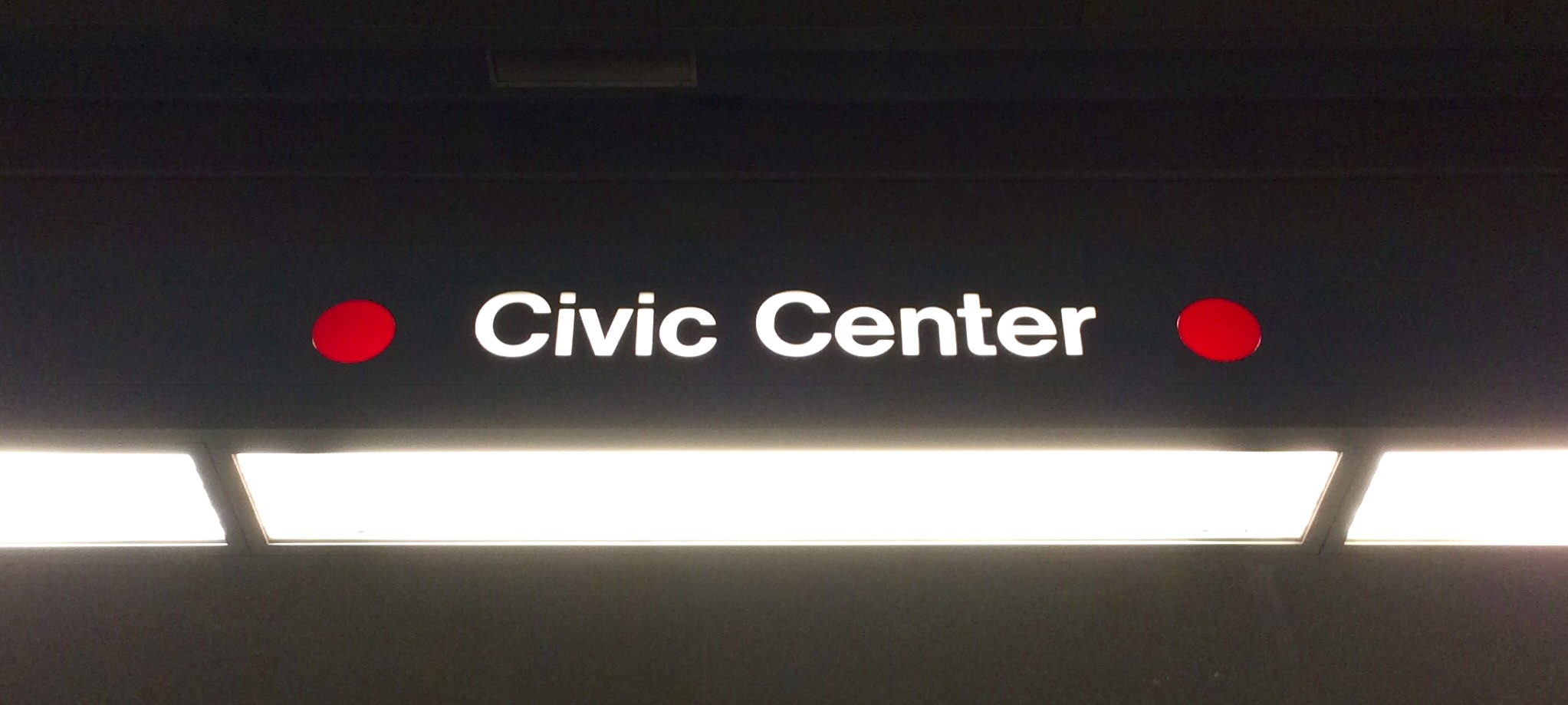
Signalétique.
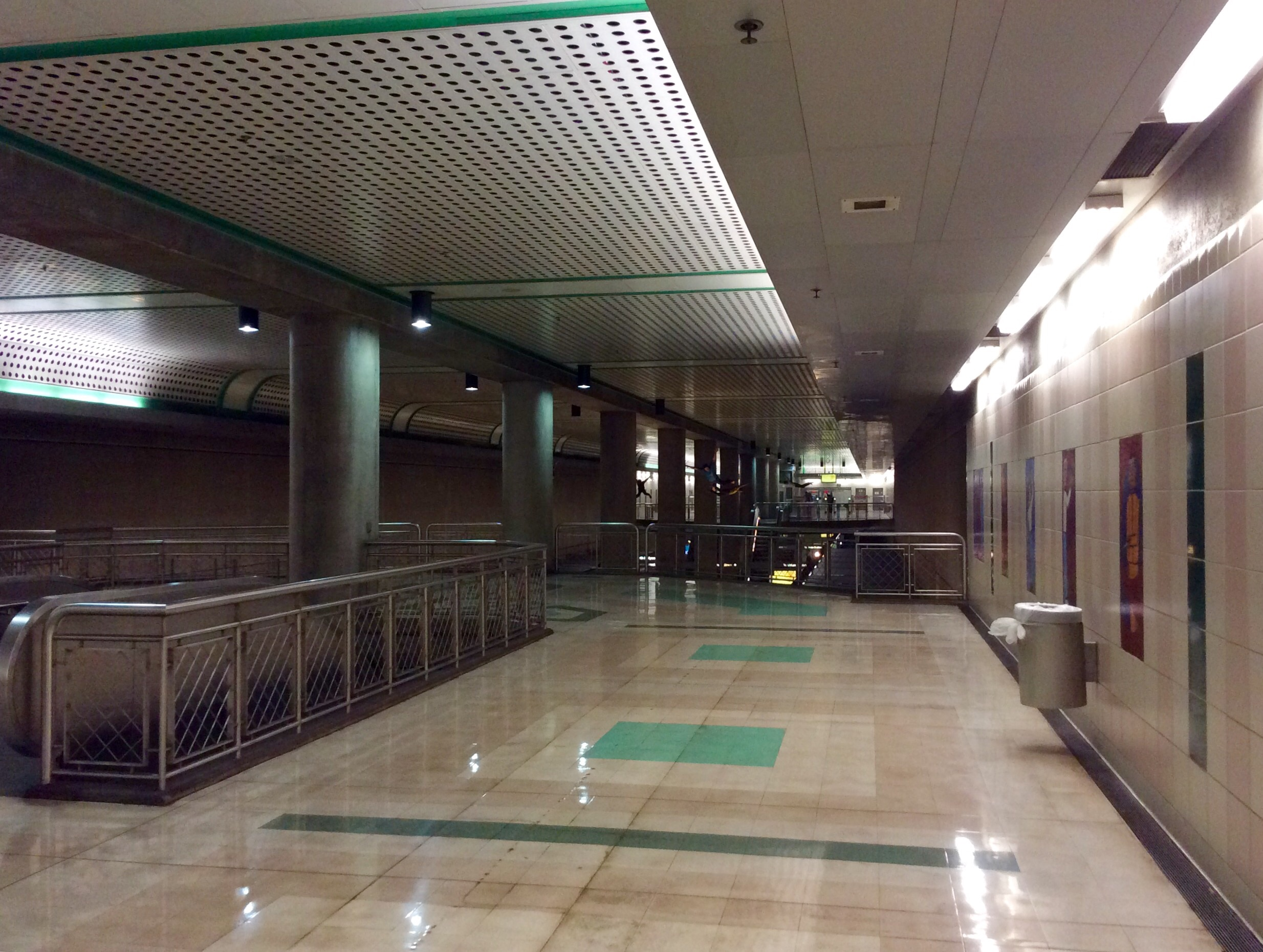
Vue de la station depuis le premier étage.

### Desserte
Civic Center/Grand Park est desservie par les rames des lignes B et D du métro.
Situé dans le quartier Civic Center, la station est à proximité de l'hôtel de ville de Los Angeles, du Walt Disney Concert Hall, de la cathédrale Notre-Dame-des-Anges et du musée d'art contemporain de Los Angeles (MOCA).

### Intermodalité
En surface, la station est desservie par la ligne J (en) du réseau de bus à haut niveau de service de Los Angeles.
Elle est également desservie par plusieurs autres lignes d'autobus, notamment les lignes locales 2, 4,10, 14, 28, 30, 37, 40, 45, 48, 68, 70, 71, 76, 78, 79, 81, 83, 90, 91, 92, 94, 96, 302, 378, 442, 487, 489, 728, 733, 745, 770 et 794 de Metro, les lignes 409, 419, 422, 423, 431, 437, 438, 448, 534 de LADOT Commuter Express (en), les lignes 493, 495, 497, 498, 499 et 699 de Foothill Transit (en) et la ligne 4 de Torrance Transit (en).

## Architecture et oeuvres d'art
Cette station angeline comprend plusieurs œuvres artistiques. La première, nommée I Dreamed I Could Fly et proposée dès l'ouverture de la ligne B en 1993 par Jonathan Borofsky, consiste en plusieurs mannequins accrochés au plafond de la station. Des bancs en marbre installés en 2004 le long du quai ont été créés par l'artiste Peter Reiquam. Enfin, plusieurs œuvres travaillées avec des mosaïques sont visibles.